# Apollo Lunar Surface Experiments Package

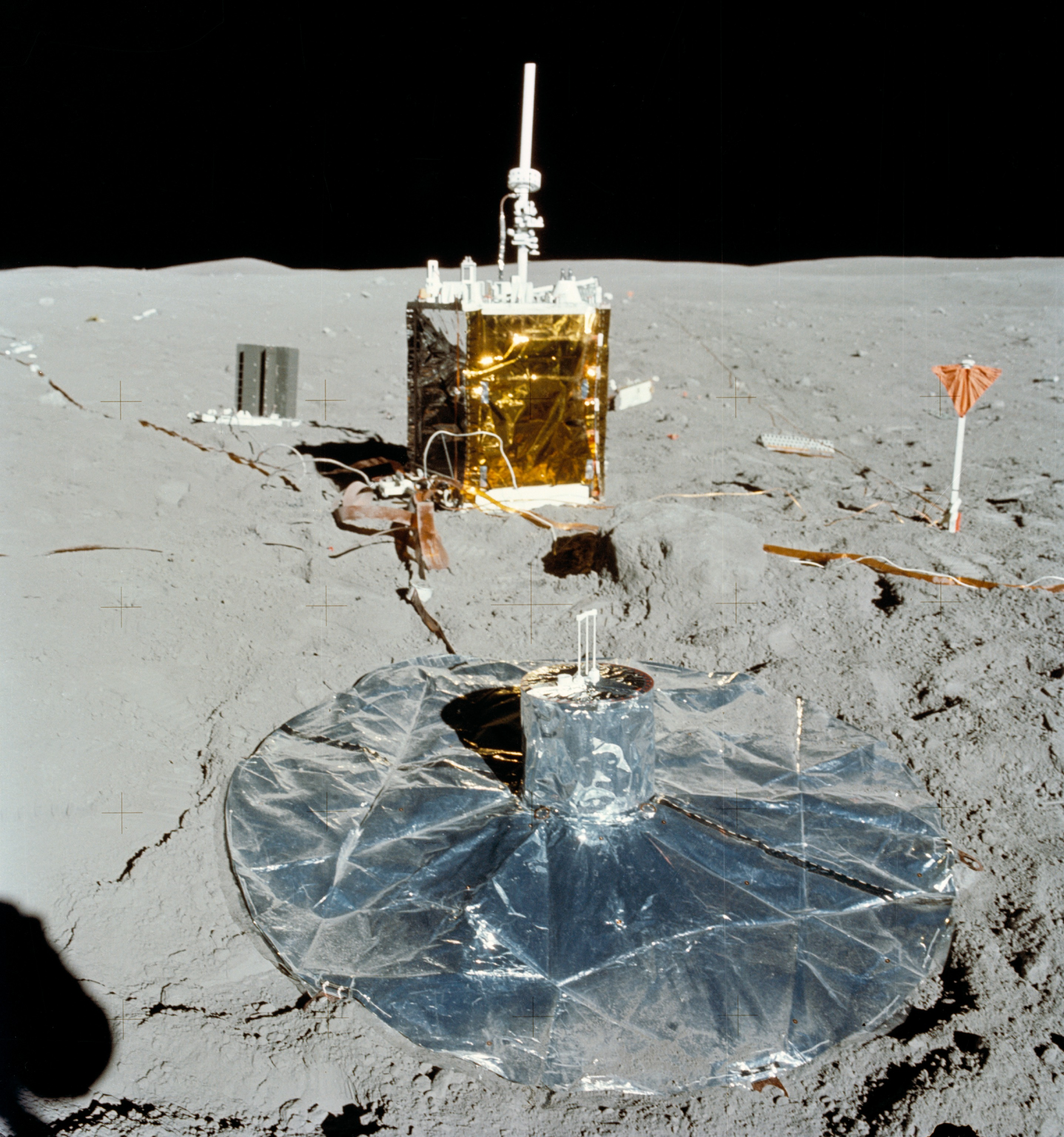
ALSEP deixat per la missió Apollo 16.

Els paquets d'experiments Apollo en la superfície lunar (coneguts en anglès com ALSEP sigles de Apollo Lunar Surface Experiments Package) són els equips d'experiments científics per a l'estudi de la superfície lunar utilitzats en les missions del programa Apollo, transportats en un cubiculum del mòdul lunar denominat MESA (de l'anglès Modular Equipment Storage Assembly). La seva missió era recollir dades sobre l'ambient lunar i transmetre'ls a la Terra.

## EASEP
El EASEP (en anglès, Early Apollo Scientific Experiment Package) es tractava d'un equipament amb divers material científic que els astronautes de l'Apollo 11 van deixar en la superfície lunar. En les missions d'allunatge del programa Apollo es tenia previst instal·lar sobre la regolita lunar equips més complexos, denominats ALSEP, si bé a causa de les restriccions de temps dels primers astronautes sobre la Lluna, així com a la distància en què haurien de ser instal·lats, es va emprar un equip menys complex, de menor pes i amb capacitat per ser desplegat en només 10 minuts a una distància del mòdul lunar de només 20 metres.

## Paquet d'experiments ALSEP
Els primers equips ALSEP incloïen vuit experiments, combinables segons la missió de cada vol: 
- magnetòmetre de superfície (LSM)
- sismògraf actiu[1][2]
- espectròmetre de vent solar
- sismògraf passiu (PSE)
- detector d'ions supertèrmics (SIDE)
- mesurador de la densitat de la atmosfera de l'ambient lunar
- mesurador del flux de calor sota la superfície lunar (HFE)
- detector de pols lunar

Tot l'equip tenia un pes de 81,7 kg a la Terra i només 13,6 kg en la Lluna. Els experiments estaven centralitzats en una estació de control, que contenia el centre de tractament de dades i la font d'energia, que era un generador termoelèctric de radioisòtops SNAP-27 a força de isòtops de plutoni-238 i amb una potència elèctrica de 70 W. El centre de tractaments de dades rebia i processava les ordres de les estacions de control, controlava el funcionament dels experiments, recollia i transmetia les dades a les estacions de control i controlava el subministrament elèctric.
L'estació central suportava així mateix a l'antena helicoidal receptora-emissora de banda S que era orientada a mà pels astronautes abans de la seva instal·lació i engegada.
A més dels vuit experiments descrits, l'ALSEP suportava, si bé no formava part del mateix, un retrorreflector làser LRRR i un complex destinat a determinar la composició del vent solar, denominat SWCE.
Per al transport d'aquest equip a la base lunar instal·lada en la seva superfície s'emprava el mòdul de descens, en el qual va plegat en dos paquets independents, i estibats en el compartiment del recinte destinat a equip científic. Una vegada allí, els astronautes desempaquetaven els paquets i efectuaven la càrrega de combustible per al generador.
L'equip es transportava fins a la distància de treball, entre 100 i 300 m del mòdul lunar, distància de seguretat necessària per evitar l'influx dels gasos del mòdul d'ascens, mitjançant l'ocupació del masteler de l'antena com a suport, dels extrems del qual penjaven els dos paquets. Una vegada allí, en un lloc pla, es muntava i s'activava, quedant disposat per iniciar el seu treball.
L'ALSEP disposava d'un experiment desenvolupat pel govern suís denominat SWCE (Solar Wind Composition Experiment) destinat a determinar la composició del vent solar. Aquest experiment constava d'una fulla de alumini que va servir per recollir 10 bilions d'àtoms d'elements químics llançats pel Sol a velocitats molt elevades; la durada d'aquesta investigació va ser d'1 hora i 17 minuts.

## Descripció de cada element

### Elements comuns
Cada estació ALSEP contenia els següents elements comuns:
| Nom                                         | Diagrama | Imatge | Descripció |
| Central Station                             |          |        |            |
| Radioisotope Thermoelectric Generator (RTG) |          |        |            |
| RTG Cask                                    |          |        |            |

### Llista d'experiments
| Nom                                                   | Diagrama | Descripció |
| Active Seismic Experiment (ASE)                       |          |            |
| Charged Particle Lunar Environment Experiment (CPLEE) |          |            |
| Cold Cathode Gauge Experiment (CCGE)                  |          |            |
| Cold Cathode Ion Gauge (CCIG)                         |          |            |
| Heat Flow Experiment (HFE)                            |          |            |
| Laser Ranging Retroreflector (LRRR)                   |          |            |
| Lunar Atmosphere Composition Experiment (LACE)        |          |            |
| Lunar Ejecta and Meteorites Experiment (LEAM)         |          |            |
| Lunar Seismic Profiling Experiment (LSPE)             |          |            |
| Lunar Surface Gravimeter (LSG)                        |          |            |
| Lunar Surface Magnetometer (LSM)                      |          |            |
| Passive Seismic Experiment (PSE)                      |          |            |
| Passive Seismic Experiment Package (PSEP)             |          |            |
| Solar Wind Spectrometer Experiment (SWS)              |          |            |
| Suprathermal Ion Detector Experiment (SIDE)           |          |            |

## Situació dels ALSEP de les missions Apollo
| Missió    | Latitud     | Longitud    |
| --------- | ----------- | ----------- |
| Apollo 12 | -3,00942ºN  | -23,42458ºW |
| Apollo 14 | -3,64398ºS  | -17,47748ºW |
| Apollo 15 | -26,13407ºN | -3,62981ºW  |
| Apollo 16 | -8,97537ºS  | -15,49812ºI |
| Apollo 17 | -20,19209ºN | -30,76492ºI |